# Valentín Metón
Valentín Metón (Tafalla, 1810 - Zaragoza, 8 de septiembre de 1860) fue un compositor y maestro de capilla español.

## Vida
Se formó en Tafalla como niño del coro con Nicolás Ledesma, maestro de capilla y organista aragonés. Posteriormente ampliaría sus estudios en El Pilar de Zaragoza con el maestro Antonio Ibáñez, en el que aprendería composición, y con Ramón Ferreñac, con el que estudiaría órgano. Allí trabajó de copiante de música.
Realizó sin éxito las oposiciones a organista de la Catedral de Pamplona —donde fue segundo— y a la iglesia de Estella, ambos en 1832.
El 14 de diciembre de 1832 aparece la noticia del fallecimiento de Ramón Ferreñac, organista primero de El Pilar, en las actas capitulares. Las oposiciones, organizadas el 9 de marzo de 1833, fueron ganadas por Metón, que ejercería el cargo hasta su muerte en 1860. El 20 de febrero de 1835 se concedió la jubilación al maestro Ibáñez, por lo que se hicieron gestiones para traer al prestigioso maestro Hilarión Eslava de la Catedral de Sevilla a Zaragoza para ocupar el cargo. Las actas capitulares refieren el 14 de marzo de 1835 que Eslava aceptaría gustoso el nombramiento, pero nunca se llegó a llevar a cabo. Ese mismo 1835 a Metón se le unió a su cargo de organista primero el de maestro de capilla, que ejerció hasta 1859.

## Obra
Fue uno de los organistas más competentes y respetados del siglo XIX español. Las enseñanzas de Ferreñac hacían hincapié en la improvisación, por lo que sus alumnos, como Ledesma o Metón, tenían fama de excelentes improvisadores.
Hilarión Eslava publicó alguna obra de Metón en su Museo orgánico, concretamente seis versos y una Elevación.